# Edmundo Czaplicki
Edmundo Czaplicki (30 de octubre de 1904-agosto de 1940) fue un deportista polaco que compitió en remo como timonel. Ganó una medalla de bronce en el Campeonato Europeo de Remo de 1927, en la prueba de ocho con timonel.

## Palmarés internacional
| Campeonato Europeo | Campeonato Europeo | Campeonato Europeo | Campeonato Europeo |
| Año                | Lugar              | Medalla            | Prueba             |
| ------------------ | ------------------ | ------------------ | ------------------ |
| 1927               | Como (Italia)      | Medalla de bronce  | Ocho con timonel   |